# ريتشارد سيمونز (لاعب كريكت)
ريتشارد سيمونز (بالإنجليزية: Richard Simmons)‏ (3 أكتوبر 1737 - 25 نوفمبر 1802) هو لاعب كريكت بريطاني (وحمل سابقاً جنسية المملكة المتحدة لبريطانيا العظمى وأيرلندا ومملكة بريطانيا العظمى).